# Альт-Зюрков
Альт-Зюрков (нем. Alt Sührkow) — община в Германии, в земле Мекленбург-Передняя Померания.
Входит в состав района Гюстров. Подчиняется управлению Мекленбургише Швайц. Население составляет 446 человек (2009); в 2003 г. - 479. Занимает площадь 25,32 км².